# Томас Шепкотт
Томас Вільям Шепкотт (англ. Thomas William Shapcott; нар. 21 березня 1935, Іпсвіч, Квінсленд, Австралія) — австралійський письменник-прозаїк, поет, драматург, лібретист; видавець і педагог.

## Біографія
Народився в 1935 році в Іпсвічі в Квінсленді. Разом із братом-близнюком, народженим на день раніше (20 березня) відвідував Іпсвіцьку мовну школу (Ipswich Grammar School). Школу залишив у 15 років і працював у батьківському бухгалтерському бізнесі, а фах бухгалтера здобув у 1961 році.
У 1967 році закінчив навчання на мистецькому відділенні Університету Квінсленда.
Першим творчим потягом Шепкотта була композиторська діяльність. У 19-річному віці він написав низку музичних творів, але його відвернуло від музики, коли Томас виявив, що струнний квартет, який він написав, був несвідомо плагіатом камерного твору Ернеста Блоха. Відтак після цього він працював податковим інспектором (бухгалтером) — професія, якій він віддав 27 років свого життя.
Томас Шепкотт був директором Літературного правління Австралійської ради (англ. Australia Council's Literature Board) протягом 7 років і виконавчим директором Національної книжкової ради (англ. National Book Council) у період 1992—97 років. Був професором креативного письменництва в Університеті Аделаїди.
Член Ордену Австралії з 1989 року, в 2000 році Томасу Шепкотту була присуджена австралійська літературна премія Патріка Вайта; він також лауреат низки інших регіональних, національних і міжнародних премій та відзнак, зокрема Канадсько-австралійської літературної премії («Canada-Australia Literary Award», 1978), Поетичної премії Веслі Майкла Райта (англ. Wesley Michel Wright Prize for Poetry, 1996) тощо.

## З творчості
Перу Шепкотта належать 15 збірок поезії та 6 романів.
Вибрана бібліографія:
збірки поезії:
- Time on Fire;
- The Mankind Thing;
- Shabbytown;
- Calendar;
- In the Beginning;
- Chekhov's Mongoose;
- Spirit Wrestlers.

романи:
- White Stag of Exile;
- Mona's Gift.

## Джерело та посилання
- Томас Шепкотт на www.lib.adfa.edu.au [Архівовано 12 листопада 2009 у Wayback Machine.] (англ.)